# Connaught Type B

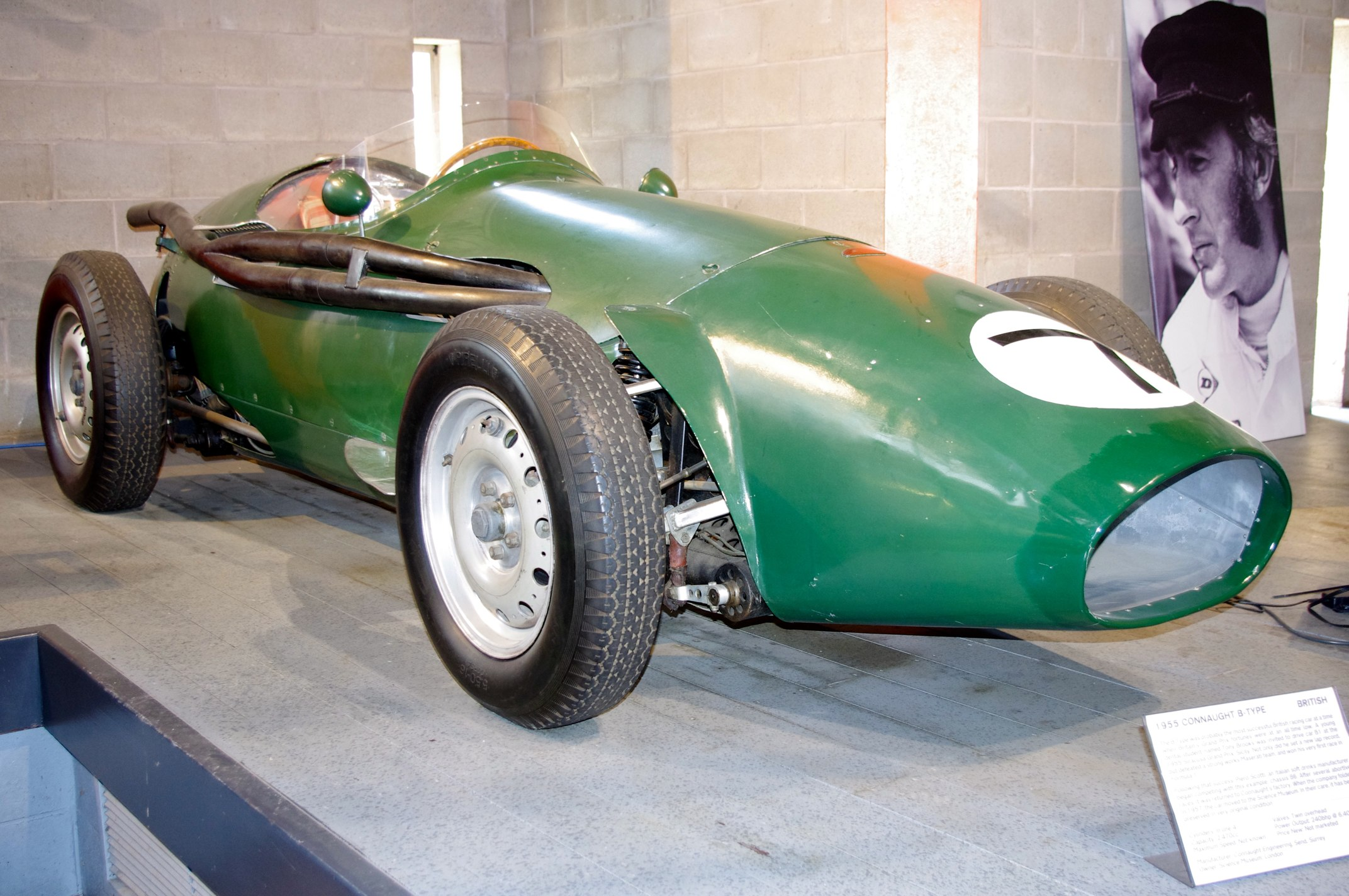
Connaught Type B

Der Connaught Type B war ein Formel-1-Rennwagen, der bei Connaught Engineering 1954 gebaut wurde und bis 1958 zum Einsatz kam.
Der erste Wagen des Connaught Type B erschien erstmals im Herbst 1954. Er hatte eine Stromlinien-Karosserie aus einem Stück und eine charakteristische Heckflosse. Der B-Type hatte im Unterschied zum A-Type, der von einem Lea-Francis-Aggregat angetrieben wurde, einen Alta-Frontmotor mit zwei obenliegenden Nockenwellen. Das Triebwerk leistete 176 kW (240 PS) und gab dem Wagen ordentlich Vortrieb. Wie der A-Typ hatte der B-Type ein Vorwählgetriebe, eine vordere Aufhängung mit Querlenkern und Schraubenfedern und hinten eine De-Dion-Achse.
1956 nahm das Werksteam zwar nur an zwei Weltmeisterschaftsläufen teil, diese wurden aber mit erstaunlichem Erfolg bestritten. Ron Flockhart wurde beim Großen Preis von Italien Dritter, im gleichen Rennen kam Jack Fairman, der beim britischen Grand Prix schon Vierter geworden war, als Fünfter ins Ziel. 1955 gewann Tony Brooks mit dem B-Type den Gran Premio di Siracusa. Der Wagen hatte eine keilförmige Spezialkarosserie die ihm den Namen „Zahnpastatube“ gab. Der Sieg von Brooks war der erste Sieg eines britischen Fahrers mit einem britischen Auto bei einem Grand-Prix-Rennen seit 31 Jahren.
Den letzten Grand Prix mit einem Connaught fuhr Stuart Lewis-Evans, der mit einem B-Type beim Großen Preis von Monaco 1957 Vierter wurde. Noch bevor das Nachfolgemodell, der Type C fertiggestellt wurde, beendete Connaught die Rennaktivitäten.
Bernie Ecclestone kaufte 1958 einige der Fahrzeuge und setzte zwei Connaught Type B beim Großen Preis von Monaco 1958 ein, eine Qualifikation für das Rennen gelang weder ihm noch seinem Teamkollegen Bruce Kessler.